# 王一帆
王一帆（1909年—1987年），湖南浏阳人，中国政治人物，中国农工民主党创始人之一，政协第一届全体会议代表，第二、五、六届全国政协委员。